# Émile Cacheux
Pour les articles homonymes, voir Cacheux.
François Joseph Émile Cacheux  né 11 juin 1844 à Mulhouse, mort le 7 octobre 1923 à Paris est membre du CEDIAS-Musée social, spécialiste des cités ouvrières, sociologue et ingénieur centralien des Arts et Manufactures.

## Biographie
Le père d'Émile Cacheux est un négociant aisé. Élève de l'École centrale  des Arts et Manufactures Émile est ingénieur en 1869.  Par son mariage il entre en possession d’une quinzaine d’immeubles dans Paris dont il découvre l’état déplorable. Il constate que de nombreux logements sont dans un état comparable aux siens.   Il s’engage alors pour faire connaître la situation des logements ouvriers et pour proposer des solutions d'amélioration. Il exprime l'importance que l'on doit, selon lui, accorder au logement, dans son ouvrage de recensement des habitations ouvrières en Europe : « Tout le monde reconnaît aujourd'hui que ce qui agit le plus  puissamment sur la moralité et le bien-être des classes laborieuses,  c'est, sans contredit, l'état de leur logement. Quand les familles  d'artisans sont logées dans de mauvaises conditions hygiéniques, il  est impossible d'espérer les voir se conformer aux lois de la morale et aux prescriptions les plus élémentaires de l'hygiène qui distinguent toute société civilisée. »
Il cherche à ce que les constructions soient à des prix abordables et publie des ouvrages dans lesquelles il fait des préconisations.  Ses travaux, ses plans, sont reconnus et récompensés. Il collabore à plusieurs journaux dont l'économiste français. Il est membre du comité de rédaction de la revue Le génie civil. Il est administrateur de la Société d'hygiène et des  Sociétés d’habitations ouvrières de Passy-Auteuil, de Saint-Denis ainsi que de la Société française des habitations à bon marché. Il est  membre du jury de l'exposition de 1889. En qualité de rapporteur au VIIIe congrès des Sociétés coopératives, août 1894 de Lyon, il formule l'avis que « dans bien des cas, il y aurait avantage pour les Sociétés coopératives de consommation à s’entendre avec des Sociétés de construction pour utiliser leurs bonis de façon à procurer la possession d’un foyer à leurs membres ». 
Une rue de Paris porte le nom d'Émile Cacheux.

## Décorations
- Officier de l'Instruction publique (1894)[6].
- Officier de la Légion d'honneur. En 1908, il est promu officier dans l'[ordre national de la Légion d'honneur (chevalier en 1885)[7].

Ses plans d'habitations ouvrières lui ont valu une médaille d'or à l'Exposition d'hygiène de Londres, une médaille d'or de la Société d'encouragement pour l'industrie nationale et une médaille à l'Exposition internationale de Sydney.

## Publications
Moyens pratiques de remédier à la cherté des loyers des classes laborieuses dans Paris et aux environs, Paris, 1879 J. Dejey & Cie, imprimeurs-éditeurs 
Construction et organisation des crèches, salles d'asile, écoles : habitations ouvrières et maisons d'employés, hôtels pour célibataires, cuisines économiques, bains, lavoirs, cercles populaires, nourriceries, maternités, dispensaires, hôpitaux, hospices, asiles de nuit, postes de secours : établissement, mécanisme, statuts, règlements des institutions de prévoyance et de bienfaisance : atlas, Paris 1885: Librairie polytechnique Baudry , 
État des habitations ouvrières à la fin du XIXe siècle ; étude suivie du Compte rendu des documents relatifs aux petits logements qui ont figuré à l'Exposition universelle de 1889
Émile Cacheux et Émile Muller, Les Habitations ouvrières en tous pays, situation en 1878, avenir, Paris, J. Baudry, Libraire - Editeur, 1879, 668 p, 38 cm (présentation en ligne).